# Seznam obloukových mostů s největším rozpětím
Toto je seznam obloukových mostů s největším rozpětím hlavního pole.

## Upřesnění
Následující seznam největších obloukových mostů obsahuje obloukové mosty, u nichž je jako nosný prvek zahrnut jeden nebo více oblouků. Nerozlišuje se podle typu konstrukčního řešení. Seznam je uspořádán podle délky rozpětí oblouku. Pokud je známa, je uvedena celková délka mostní konstrukce v rubrice Délka. Materiál oblouku je uveden ve sloupci Materiál. Mostovka může být z jiného materiálu, např. z předpjatého betonu. Betonem se obvykle rozumí železobeton. CFST (Concrete Filled Steel Tubes – ocelové trubky plněné betonem) je konstrukční metoda často používaná v Číně, při níž je mostní oblouk vyroben z ocelových trubek, které jsou pak pro větší pevnost vyplněny betonem. Ve sloupci Materiál lze použít k seskupení mostů podle konstrukční metody. Ve sloupci Železniční/silniční se rozlišují železniční a silniční mosty (včetně dálničních mostů).

## Seznam
| Obrázek | Název [anglicky]                             | Přes              | Rozpětí [m] | Délka [m] | Materiál             | Rok ukončení | Železniční/silniční   | Místo                          | Stát      | Poznámka      |
| ------- | -------------------------------------------- | ----------------- | ----------- | --------- | -------------------- | ------------ | --------------------- | ------------------------------ | --------- | ------------- |
|         | Longtan Tianhu Bridge                        | Chung-šuej-che    | 600         | 2 488,55  | ocelový skelet+beton | 2024         | silniční              | Kuang-si                       | Čína      | [ 1 ] [ 2 ]   |
|         | Třetí pingnanský most (Pingnan Third Bridge) | Si-ťiang          | 575         | 1035      | CFST                 | 2020         | silniční              | Kuang-si                       | Čína      | [ 3 ]         |
|         | Most Čchao-tchien-men (Chaotianmen Bridge)   | Jang-c’-ťiang     | 552         | 1741      | ocel                 | 2009         | železniční a silniční | Čchung-čching                  | Čína      | [ 4 ]         |
|         | Most Lupu (Lupu Bridge)                      | Chuang-pchu-ťiang | 550         | 3900      | ocel                 | 2003         | silniční              | Šanghaj                        | Čína      | [ 5 ]         |
|         | Most Bosiden (Bosideng Bridge)               | Jang-c’-ťiang     | 530         | 841       | CFST                 | 2012         | silniční              | S’-čchuan                      | Čína      | [ 6 ] [ 7 ]   |
|         | New River Gorge Bridge                       | New River         | 518,2       | 924       | ocel                 | 1977         | silniční              | Fayetteville, Západní Virginie | USA       | [ 8 ]         |
|         | Bayonne Bridge                               | Kill Van Kull     | 510         | 2633      | ocel                 | 1931         | silniční              | Bayonne, New Jersey            | USA       | [ 9 ]         |
|         | Zigui Yangtze River Bridge                   | Jang-c’-ťiang     | 508         | 814,5     | ocel                 | 2019         | silniční              | C’-kuej, Chu-pej               | Čína      | [ 10 ]        |
|         | Hejiang Yangtze River Bridge                 | Jang-c’-ťiang     | 507         | 1420      | CFST                 | 2021         | silniční              | Che-ťiang, S’-čchuan           | Čína      | [ 11 ] [ 12 ] |
|         | Harbour Bridge                               | Port Jackson      | 503         | 1149      | ocel                 | 1932         | železniční a silniční | Sydney, Nový Jižní Wales       | Austrálie | [ 13 ]        |
|         | Nujiang Railway Bridge Darui                 | Salwin            | 490         | 1024      | ocel                 | 2022         | železniční            | Jün-nan                        | Čína      | [ 14 ] [ 15 ] |
|         | Wujiang Bridge Deyu                          | Wu-ťiang          | 475         | 1834      | CFST                 | 2023         | silniční              | Kuej-čou                       | Čína      | [ 16 ] [ 17 ] |
|         | Čanábský most (Chenab Railway Bridge)        | Čanáb             | 467         | 1315      | ocel                 | 2022         | železniční            | Reasi, Džammú a Kašmir         | Indie     | [ 18 ]        |
|         | Most Wu-šan (Wushan Bridge)                  | Jang-c’-ťiang     | 460         | 612       | CFST                 | 2005         | silniční              | Wu-šan, Čchung-čching          | Čína      | [ 19 ] [ 20 ] |
|         | Guantang Bridge                              |                   | 457         | 1155,5    | ocel                 | 2018         | silniční              | Liou-čou, Kuang-si             | Čína      | [ 21 ]        |